# Großschnabel-Rohrsänger
Der Großschnabel-Rohrsänger (Acrocephalus orinus) ist ein sehr seltener Singvogel aus der Gattung der Rohrsänger (Acrocephalus) in der Familie der Rohrsängerartigen (Acrocephalidae). Exemplare wurden ausschließlich in Asien entdeckt.

## Merkmale
Rücken- und Schulterfedern des 13–14 cm langen und 10,5 g schweren Rohrsängers sind schlicht olivbraun, Bürzel und Oberschwanzdecken haben einen wärmeren Farbton. Von der Stirn bis zum Nacken ist die Färbung gleichmäßig olivbraun, ebenfalls in einem etwas wärmeren Farbton. Am Kopf befindet sich ein kurzer, blasser Überaugenstreif der zu den blassen Zügeln hin breiter wird, ein dunkler Wangenfleck und ein kurzer, dunkler Augenstreif. Die Ohrdecken sind gelblichbraun. Kinn und Kehle sind weißlich. Die übrige Unterseite ist weißlich mit gelblichbrauner Tönung, insbesondere an Brust, Flanken und Unterschwanzdecken. Die Handdecken, die Schirmfedern und die Armschwingen sind hellbraun gesäumt. Die Steuerfedern sind dunkel gräulichbraun, schmal braun gesäumt und an den Spitzen undeutlich aufgehellt.
Der Schnabel ist relativ lang, der Oberschnabel schwärzlich, der Unterschnabel rosa fleischfarben. Die Beine sind graubraun. Die Iris ist mattbraun.

## Verbreitung und Lebensraum
Brut- und Überwinterungsgebiete des Großschnabel-Rohrsängers sind noch nicht vollständig bekannt. Das Typusexemplar wurde in Nordindien entdeckt, die ersten lebenden Individuen wurden etwa 3100 km von der Typuslokalität entfernt in Thailand gefangen. Weitere Vögel wurden in Nordostafghanistan, Nordpakistan, Südostkasachstan, Westbengalen, Südosttadschikistan und Myanmar gesichtet. Möglicherweise umfasst das Verbreitungsgebiet den Hindukusch, den Pamir, den Karakorum und das West Tian Shan.
Als Bruthabitat dienen flussnahe Buschflächen und Waldgebiete mit Sanddorn und Weiden in Tälern auf 900 bis 3200 m Höhe. In den Winterquartieren bewohnt der Großschnabel-Rohrsänger gewässernahe Röhrichte, beispielsweise um Kanäle, Flüsse, Kläranlagen und Teiche. Außerdem bestehen Sichtungen aus Flächen mit hohem Bambus und Mangroven.

## Gefährdungssituation und Bestand
Seit der Entdeckung im Tal des Satluj im indischen Bundesstaat Himachal Pradesh am 13. November 1867 wurden bis in die Gegenwart keine Exemplare dieser Vogelart mehr gefunden. Im März 2006 entdeckte der Ornithologe Philip Round von der Mahidol-Universität in Bangkok ein Exemplar im Rieselfeld einer Kläranlage in der thailändischen Provinz Phetchaburi, nahe der Hauptstadt Bangkok. Die Bestätigung dafür erfolgte über einen Test der DNA im Labor der schwedischen Universität Lund. Verschiedene Ornithologen erklärten ihr Interesse, nun weitere Tiere zu finden und deren lokale Populationen in ihrem Bestand zu schützen. Es geht aktuell darum, mehr Informationen über mögliche Verbreitungsregionen in Erfahrung zu bringen. Vermutet werden diese vor allem in Thailand und Myanmar. Im Sommer 2009 gelang es drei afghanischen Ornithologen, bei Feldstudien in der Provinz Badachschan im Nordosten Afghanistans die seltenen Tiere aufzuspüren. Mit Netzen konnten die Forscher mehr als ein Dutzend der seltenen Großschnabel-Rohrsänger einfangen und untersuchen. Weil die Einwohner der Region die Bäume im Lebensraum der Vögel abholzen, sehen die Forscher die Tiere allerdings in Gefahr.
Die Art wird in der Roten Liste der IUCN seit 2021 als nicht gefährdet (Least Concern) eingestuft, nachdem bis 2017 nicht genug Daten für eine Bewertung vorhanden waren (Data Deficient). Der Bestand wird auf 1500–5000 adulte Individuen geschätzt und die Größe des Verbreitungsgebiets auf 46.100 km². Als Hauptbedrohung nennt die IUCN Habitatverlust durch Zerstörung von flussnahen Landschaften zugunsten von Landwirtschaft, Weideflächen für Vieh und zur Kraftstoffgewinnung, wenngleich dies nur einen kleineren Teil des Verbreitungsgebiets betrifft. Ob Vögel zum Verzehr gefangen werden, ist unklar.

## Systematik
Der Großschnabel-Rohrsänger wurde 1869 von Allan Octavian Hume unter dem wissenschaftlichen Namen Phyllopneuste macrorhyncha erstbeschrieben. Zwei Jahre später erfolgte die Umbenennung in Acrocephalus macrorhynchus (Hume, 1871). 1905 wurde von Harry Church Oberholser der Artname auf Acrocephalus orinus geändert, da macrorhyncha bereits von Calamoherpe macrorhyncha (Müller, 1853) belegt war und sich als Synonym von Acrocephalus stentoreus herausstellte.